# Фотосфера

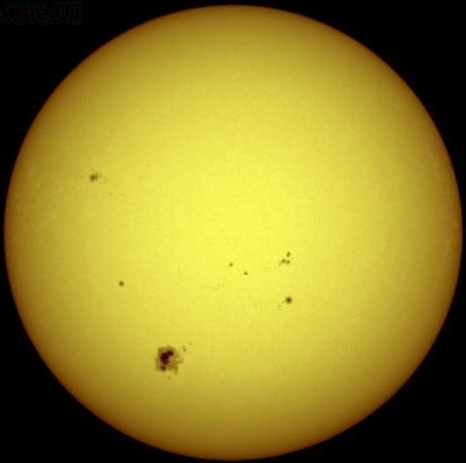
Фотосфера — видимий диск Сонця. Помітне потемніння до краю і сонячні плями

Фотосфера (від д.-гр. φωτός «світло» та σφαῖρα «сфера») — шар атмосфери зорі, в якому формується неперервний спектр оптичного випромінювання, що доходить до спостерігача. Оптична товщина цього шару сягає кількох одиниць, унаслідок чого фотосфера практично повністю поглинає й перевипромінює енергію, що йде з глибини зорі, себто практично все світло Сонця, яке ми бачимо, приходить саме з фотосфери. Зазвичай саме фотосферу використовують для визначення радіуса зорі. Оскільки товщина фотосфери для більшості зір набагато менша за сам радіус (наприклад, для Сонця - кілька сотень км), ми бачимо край Сонця чітким, а радіус виявляється досить точно визначеним, попри відсутність у зір твердої поверхні.

## Температура
Спектральний розподіл енергії випромінювання (у випадку, коли коефіцієнт поглинання слабо залежить від довжини хвилі) приблизно відповідає закону випромінювання Планка з ефективною температурою Te. У верхніх шарах фотосфери формуються також спектральні лінії поглинання атомів та іонів (фраунгоферові лінії).
Інтенсивність і спектральний розподіл випромінювання фотосфери несуть інформацію про фізичні умови і хімічний склад поверхні зорі. Фізичні умови у фотосфері стаціонарної зорі можуть бути обчислені шляхом розв'язання рівняння гідростатичної рівноваги спільно з рівнянням стану. У певних випадках враховується також перенесення енергії конвекцією. Параметрами, що визначають модель, є сила тяжіння на поверхні зорі та повний потік випромінювання, проінтегрований за всіма частотами: 
{\displaystyle F=\sigma T_{e}^{4}}, де:
- F — потужність випромінювання
- σ — стала Стефана-Больцмана

Результатом розв'язку цих рівнянь є так звані моделі атмосфер, які визначають зростання температури, електронної густини і газового тиску з глибиною. Протяжність фотосфери углиб становить:
- для Сонця — ~300 км.
- для зір спектрального класу A0V — ~1000 км.
- для гіганта класу G — ~104—105 км.

Тобто, здебільшого, глибина фотосфери набагато менша за радіус зорі. Цим, зокрема, визначається чіткий спостережуваний край диску Сонця. Температура у фотосфері зростає з глибиною (наприклад, у зорі спектрального класу A0 Te змінюється приблизно від 9 000 до 12 000 К при незначній зміні густини речовини, що становить ~10−9 г/см³). Збільшення температури з глибиною призводить до спостережуваного потемніння від центру сонячного до його краю, оскільки промінь від краю диску йде майже по дотичній до поверхні зорі і долає у фотосфері більший шлях, ніж промінь, що виходить із центру диску.

## Перенесення енергії
Моделі атмосфер застосовуються для аналізу хімічного складу зір, оскільки дозволяють розрахувати стан іонізації та збудження атомів і, таким чином, інтенсивність спектральних ліній поглинання чи випромінювання. Завдання знаходження хімічного складу і розрахунок моделі вирішуються взаємоузгоджено, оскільки хімічний склад визначає коефіцієнти поглинання, що входять до рівняння перенесення випромінювання, і, таким чином, впливає на модель фотосфери. Конвективне перенесення енергії починає відігравати помітну роль для зір спектральних класів F5 і пізніших. Конвективні осередки проникають у фотосферу і створюють горизонтальні неоднорідності температури та яскравості. Такі неоднорідності спостерігаються у фотосфері Сонця у вигляді сонячної грануляції. Спричинити неоднорідність фотосфери може також наявність магнітного поля. На рівні фотосфери магнітне поле частково уповільнює конвективні потоки й призводить до утворення у фотосфері темних плям (завдяки меншій {\displaystyle T_{e}} всередині плями), у той час як над фотосферою воно спричиняє додаткове нагрівання плазми, яка прискорюється магнітним полем і виривається з «магнітної пастки» у вигляді яскравих сонячних факелів.

## Фотосферні явища
У фотосфері Сонця найпоширенішим явищем є гранули — конвективні комірки діаметрами приблизно 1000 км кожна. В центрах гранул підіймається гаряча плазма, а на границях між гранулами опускається холодніша плазма. Кожна гранула живе близько 20 хвилин. Гранули об'єднані в супергранули розмірами до 30000 км з тривалістю життя до 24 годин. Інші явища, пов’язані з впливом магнітного поля на фотосферу Сонця, включають сонячні плями та сонячні факели. 
На інших зорях не вдається безпосередньо спостерігати подібні хромосферні утворення - вони для цього занадто дрібні. Втім аналоги сонячних плям, так звані зоряні плями, вдається спостерігати опосередковано, - наприклад, через викликану ними зміну видимої яскравості зорі.

## Хімічний склад
Аналіз ширини спектральних ліній різних атомів, іонів та молекул дозволяє визначати поширеність різних елементів у фотосфері зорі. Для неповністю конвективних зір хімічний склад глибших шарів, випромінювання від яких не доходить до спостерігача, може суттєво відрізнятись від складу хромосфери, - наприклад, через термоядерний синтез в ядрі або забруднення фотосфери зовнішніми джерелами.
У переважної більшості зір найпоширенішими елементами у фотосфері з великим відривом є водень та гелій. Наприклад, у фотосфері Сонця масова частка водню становить 74,9%, гелію - 23,8%, а всіх важчих елементів, які в зоряній астрофізиці прийнято називати металами, - менше 2% сукупно.

## Фотосфера Сонця

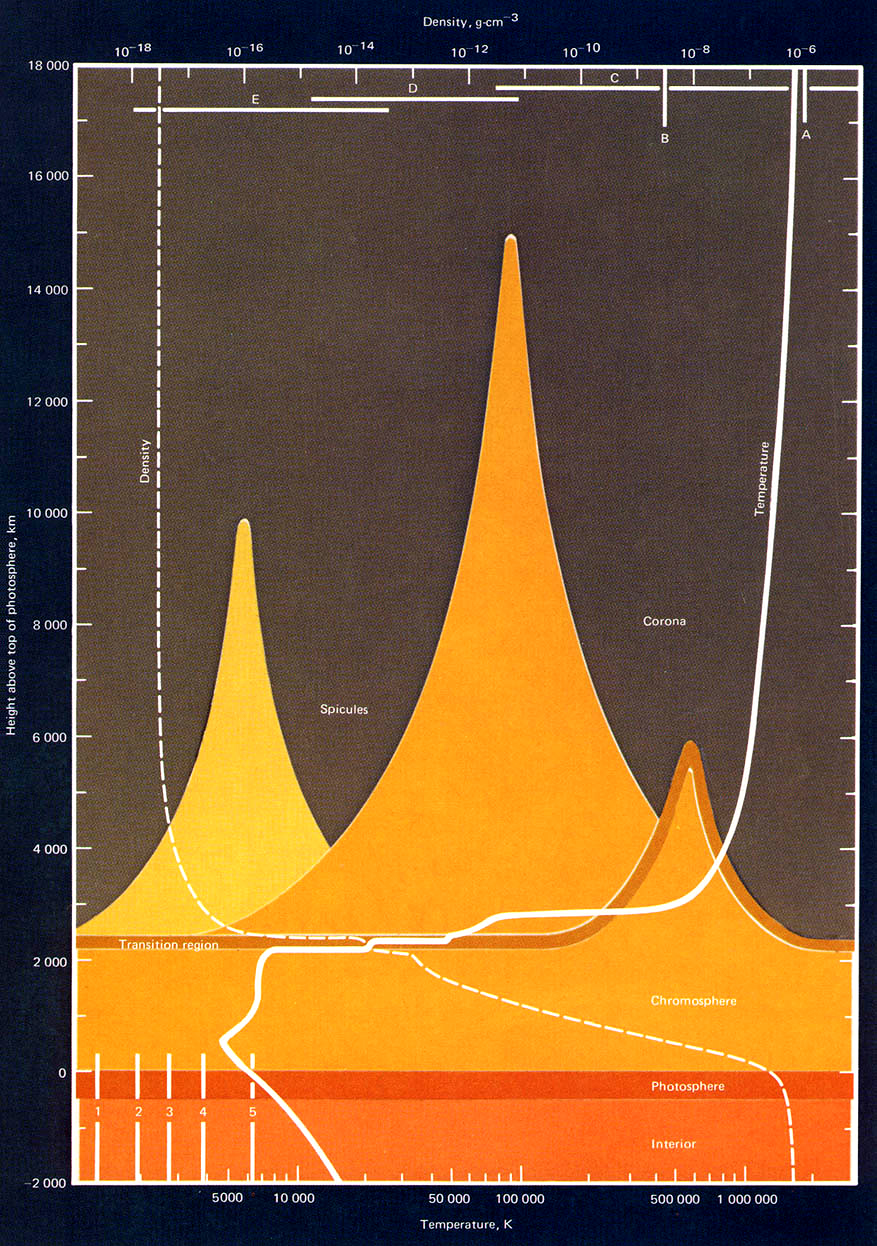
Модель сонячної атмосфери. За вертикальною віссю відкладена висота, фотосфері відповідає темно-помаранчева область (приблизно від -500 км до 0). Температура представлена суцільною білою лінією (вісь внизу), густина - пунктирною лінією (вісь вгорі). Пояснення додаткових є тут.

Фотосфера Сонця має температуру від 4400 до 6600 К (з ефективною температурою 5772 К ), тобто людське око сприймає його як надзвичайно яскраву поверхню, а з достатньо сильним нейтральним світлофільтром – як безбарвну сіру поверхню. Густина фотосфери становить порядку 3 × 10-4 кг/м3 і зростає зі збільшенням глибини. Товщина фотосфери Сонця становить 100–400 кілометрів.